# Lévové z Brozánek
Léva z Brozánek bylo jméno staročeské vladycké rodiny, která pocházela z Brozánek u Teplic.
- Zikmund Léva z Brozánek – roku 1504 koupil Běleč, předtím vlastnil také Kyšice.
- Jan Léva z Brozánek – letech 1513–1514 hejtman Kolína, později Mělníku. Vlastnil Vlkavu, o jejíž dědictví se později vedl spor mezi potomky Adamem, Václavem, Jiříkem, Jindřichem a Zikmundem. Roku 1540 byla Vlkava prodána.
- Zikmund Léva z Brozánek – vlastnil dvůr v Kralovicích, který roku 1549 prodal.
- Pavel Léva z Brozánek – vlastnil Chrášťany, které cca roku 1542 prodal. Zemřel před rokem 1545, měl dceru Alenu.
- Jan Léva z Brozánek – spojen s obcemi Nová Ves u Olomouce (do 1593) a Políkno.
- Jan Léva z Brozánek – farář v Rožďalovicích, zemřel 1609. S manželkou Marjanou z Němčí měl syny Jindřicha († 1605) a Karla
- Zikmund Léva z Brozánek – tiskař v Praze (1603 na Starém městě, od 1621 na Novém městě), literárně činný, autor knižních předmluv a několika spisů.
- Václav Duchoslav Léva z Brozánek – v roce 1705 vykonal z finančních důvodů slib věrnosti u krajského úřadu v Chrudimi.
- Jan Leva z Brozánek (* 1607) - podle Soupisu poddaných podle víry z roku 1651 byl správcem statku Třemešná (Bílá Třemešná). Ze svazku s manželkou Sibylou se narodili synové Václav a Jindřich.